# Sporophila cinnamomea
Sporophila cinnamomea е вид птица от семейство Тангарови (Thraupidae). Видът е световно застрашен, със статут Уязвим.

## Разпространение
Видът е разпространен в Аржентина, Бразилия, Парагвай и Уругвай.